# Pyrausta rufitincta
Pyrausta rufitincta là một loài bướm đêm trong họ Crambidae.